# Crusea andersoniorum
Crusea andersoniorum är en måreväxtart som beskrevs av David H. Lorence. Crusea andersoniorum ingår i släktet Crusea och familjen måreväxter. Inga underarter finns listade i Catalogue of Life.